# Marie Liguinen
Marie Liguinen (Saint-Salvadour, 26 maart 1901 – Draveil, 2 april 2015) was een Franse supereeuwelinge. 
Sinds 14 juli 2013, als toen 112-jarige, was ze officieus de oudste persoon van Frankrijk, na het overlijden van de slechts 12 dagen oudere Suzanne Burrier (geboren op 14 maart 1901). Omdat Liguinen tijdens haar leven niet gevalideerd was, bleef de op papier drie maanden jongere officieel Olympe Amaury de oudste Française, en bij het overlijden van eerstgenoemde werd ze dat opnieuw.

## Levensloop
Liguinen werd geboren als Marie Brudieux in het Franse departement Corrèze. In 1929 trouwde ze met Théophile Liguinen. Ze hadden geen kinderen. Haar man overleed in 1994, na een huwelijk van 65 jaar. Zij stierf exact één week na haar 114e verjaardag.